# Deltocyathus halianthus
Espèce
Synonymes
- Leptocyathus halianthus Lindstrom, 1877[2]

Statut CITES
Deltocyathus halianthus est une espèce de coraux appartenant à la famille des Deltocyathidae (selon WoRMS) ou des Caryophylliidae (selon ITIS).

## Description
Dans sa publication originale, l'auteur indique que le spécimen analysé mesurait 11 mm de largeur pour 11 mm de hauteur. Celui-ci avait été capturé à environ 55 m de profondeur au large de Cabo Frio au Brésil.

## Publication originale
- Lindström, 1877 : Contributions to the Actinology of the Atlantic Ocean. pp. 9-10 (en).